# Пер Гюнт (телефильм)
«Пер Гюнт» (нем. Peer Gynt) — телевизионный фильм немецкого режиссёра Уве Янсона, снятый в 2006 году по одноимённой пьесе Генрика Ибсена. В фильме использована классическая музыка Эдварда Грига.

## Сюжет
Действие происходит в наши дни. Деревенский бездельник Пер Гюнт проводит дни в жестоких забавах, только его мать Озе снисходительно относится к проказам сына. Он, например, похищает со свадьбы чужую невесту — Ингрид, а после интимной связи с ней бросает. Пер становится отверженным в своей среде и вынужден бежать, только прекрасная девушка Сольвейг ждёт его.
Прыгнув в реку, Пер оказывается на палубе старой баржи. Там он знакомится с женщиной в зелёном, которая оказывается дочерью капитана судна. Оказывается, что все члены команды — тролли, мир которых сильно отличается от мира людей. Сперва юноше здесь нравится, однако в конце концов тролли решают уничтожить всё, что осталось в Пере от человека. Он вынужден бежать, и попадает в трюм, где сталкивается с голосом в мраке. Тем не менее, Гюнт избегает всех преграды и на берегу встречается с Сольвейг. Однако к нему приходит женщина в зелёном с демоническим сыном, рожденным от Пера.
Юноша встречает прекрасную девушку Анитру, однако роман с ней тоже неудачен. Пер возвращается домой и застаёт мать при смерти. Перед кончиной он снова рассказывает Озе байки. Затем Пер снова встречает капитана-тролля, у которого дела идут не столь хорошо, как ранее. Герой просит у него помощи, однако тролль отказывает. Но в этот момент Пер встречает Сольвейг, которая ждала его все эти годы в своей хижине.

## В ролях
| Актёр              | Роль                 |
| ------------------ | -------------------- |
| Роберт Штадлобер   | Пер Гюнт             |
| Сюзанна-Мари Враге | Озе                  |
| Каролина Херфурт   | Сольвейг             |
| Катрин Ангерер     | женщина в зелёном    |
| Макс Хопп          | Капитан              |
| Ульрих Мюэ         | изготовитель пуговиц |
| Хенни Ринтс        | Ингрид               |
| Патрик Гюльденберг | Мадс                 |
| Бернхаррд Писк     | Аслак                |
| Пега Феридони      | Анитра               |

## Награды
- 2007 Baden-Baden TV Film Festival — специальный приз
- 2007 Undine Awards
  - приз зрителей
  - приз за лучшую роль